# Taraclia
Taraclia (ryska: Тараклия, bulgariska: Тараклия) är en stad i södra Moldavien med 43 154 invånare (enligt 2004 års folkräkning), varav 28 293 är bulgarer. Staden är huvudort i distriktet Taraclia. Staden har universitet sedan 2004; uppbyggandet av detta finansierades gemensamt av Moldavien och Bulgarien, och undervisningsspråk är bulgariska och moldaviska (det vill säga rumänska).
Terrängen runt Taraclia är huvudsakligen platt, men västerut är den kuperad. Runt Taraclia är det ganska tätbefolkat, med 67 invånare per kvadratkilometer. Det finns inga andra samhällen i närheten. Trakten runt Taraclia består till största delen av jordbruksmark.
Trakten ingår i den hemiboreala klimatzonen. Årsmedeltemperaturen i trakten är 12 °C. Den varmaste månaden är juli, då medeltemperaturen är 26 °C, och den kallaste är december, med −4 °C. Genomsnittlig årsnederbörd är 840 millimeter. Den regnigaste månaden är januari, med i genomsnitt 138 mm nederbörd, och den torraste är mars, med 35 mm nederbörd.